# エスパニョラ島

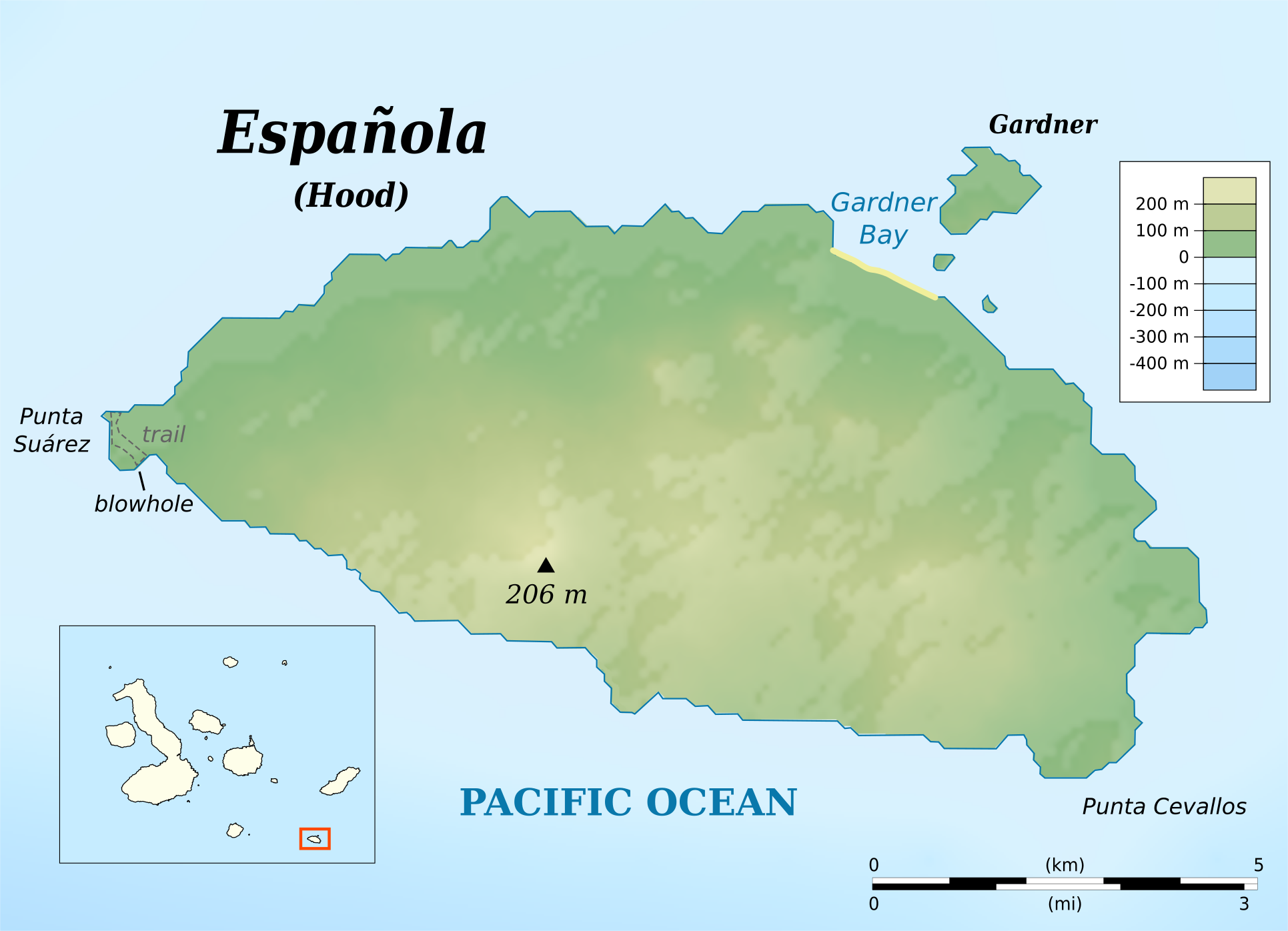
エスパニョラ島地形図

エスパニョラ島（エスパニョーラ島、スペイン語: Isla Española）は、ガラパゴス諸島に属する島である。英名のフッド島（英語: Hood Island）は、初代フッド子爵サミュエル・フッドにちなんで名づけられた。

## 地理
エスパニョラ島は、ガラパゴス諸島の南東の端に位置し、約400万年前（300-500万年前）にできた最も古い島の1つと考えられている。島の面積は60km2、標高は206m。一般旅行者の立ち寄るエスパニョラ島は、ガラパゴス群島の最も南にある島であり、サンタ・クルス島より船でおよそ10-12時間かかる。
エスパニョラ島は300万年以上と推定される、ガラパゴス諸島で最も古い島の1つである。エスパニョラ島は活動を終えて、ゆっくりと固い岩となり、植物のほとんど生えない不毛の陸地になった。しかし一方で、砂や滑らかな小石のある大きな湾ができ、多くのガラパゴスアシカを引き寄せている。
2か所の区域が、訪問者に特によく知られる。ガードナー湾（英: Gardner Bay、西: Bahía Gardner）は、美しい浜辺を持っており、スアレス岬（プンタ・スアーレス、西: Punta Suárez）は、アシカの大繁殖地であるとともに、さまざまな鳥類により関心を引く。スアレス岬の南側の崖では、波が岩の隙間よりおよそ20mまで噴き出すフエコ・ソプラドールも見られる。

## 生物

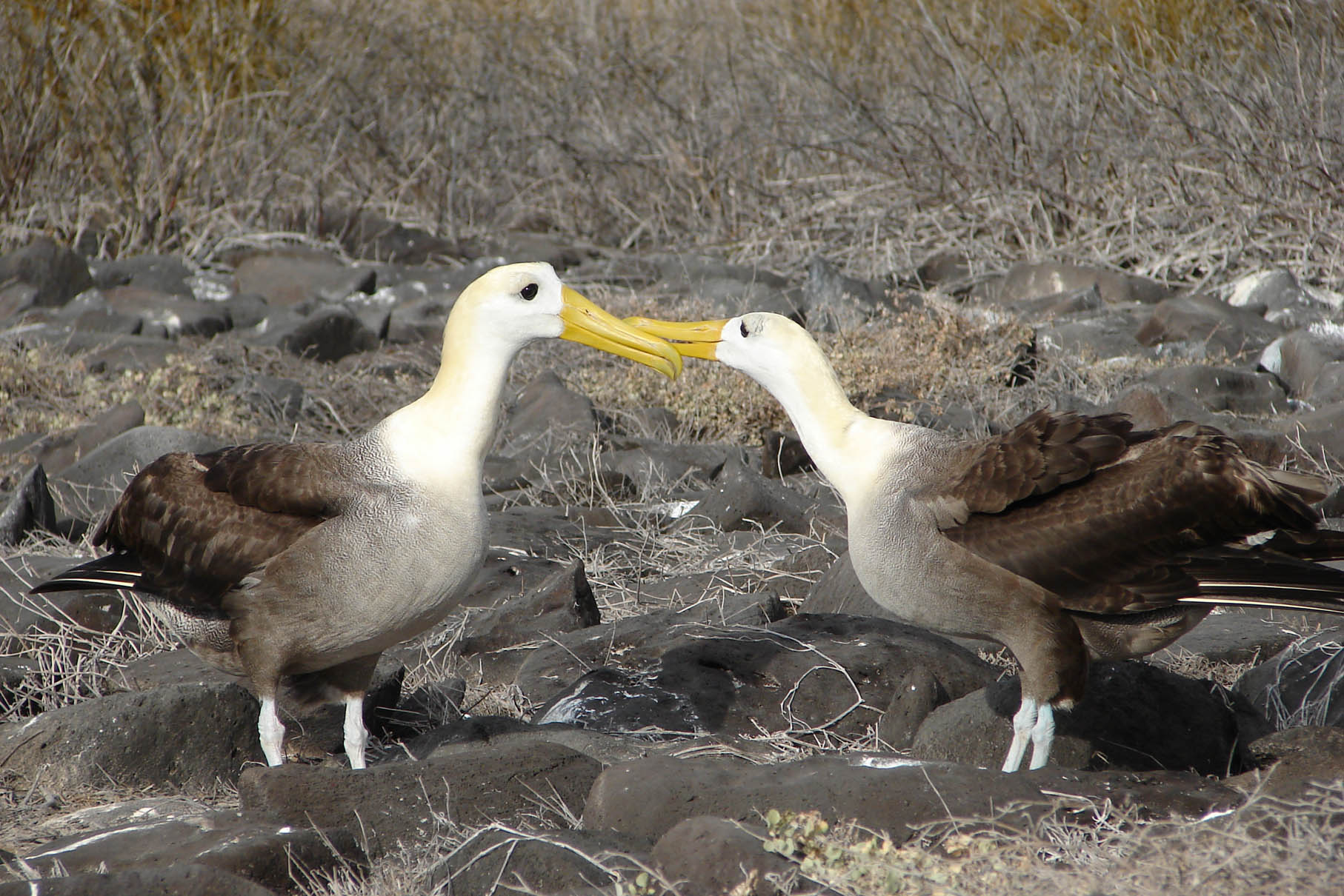
ガラパゴスアホウドリ

ガラパゴスアホウドリは、ほとんど世界に生息するすべてが、3月から1月にエスパニョラ島で繁殖し、また、以前はアオツラカツオドリの1亜種とされていたナスカカツオドリと、アオアシカツオドリの2種のカツオドリ類が生息しており、求愛ダンスも観察される。

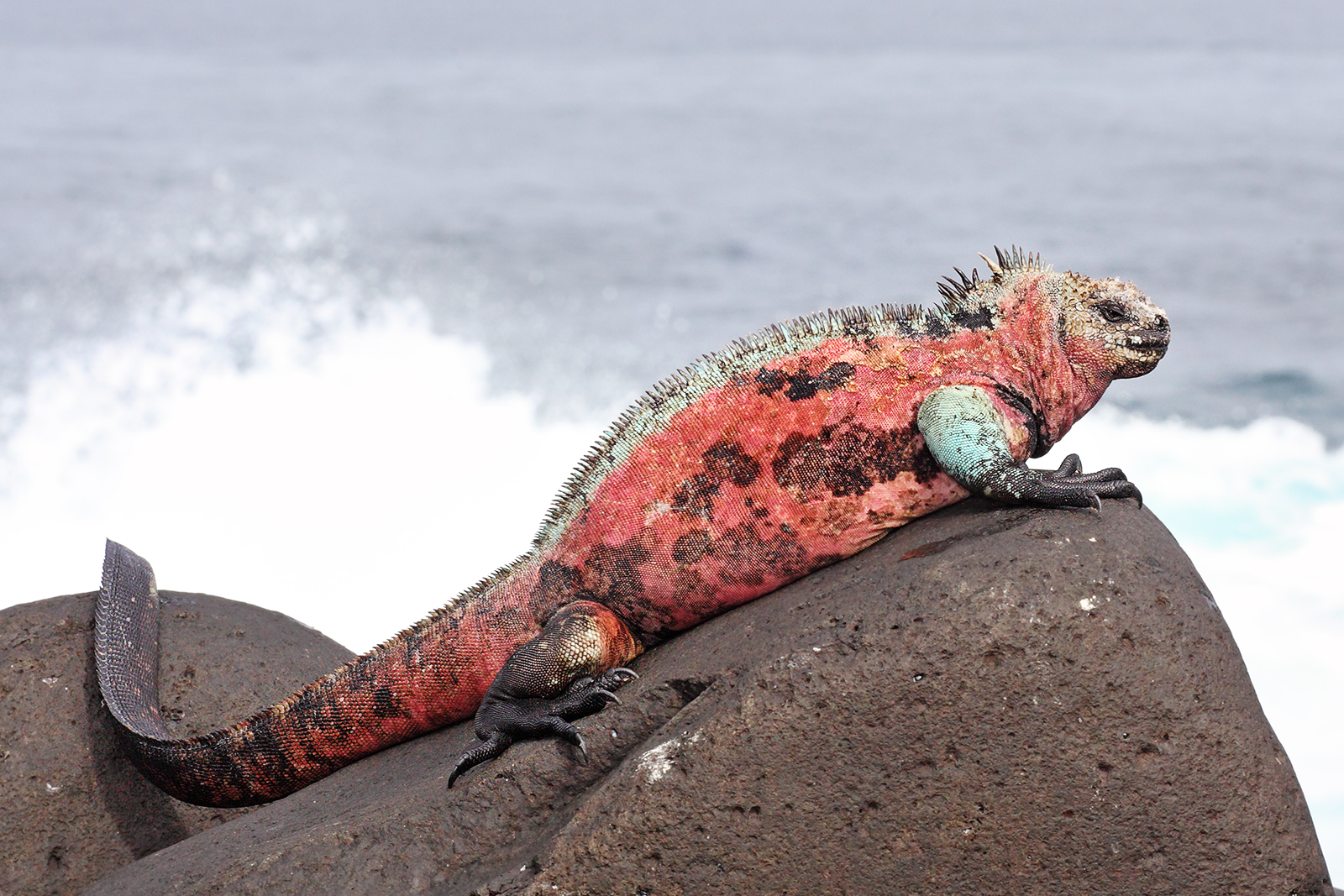
特有な色彩をもつエスパニョラ島の固有亜種 A. c. venustissimus

エスパニョラ島には、ヨウガントカゲ類（Microlophus 属）の固有種、英: Galápagos Lava Lizard (M. delanonis) や、背に赤い斑のあるウミイグアナの亜種エスパニョラウミイグアナ (A. c. venustissimus)、そのほか中心にある島々の種よりも、より長く曲がったくちばしを持つフッドマネシツグミのような固有種が特に分布する。さらにアカメカモメや、その他の熱帯地方の鳥類が生息している。

### 保全
エスパニョラ島にはガラパゴスゾウガメの亜種もしくは独立種 (Chelonoidis hoodensis) とされるエスパニョラゾウガメが分布するが、1957年の調査においては絶滅が危惧されていた。その後、1960年からのチャールズ・ダーウィン研究所の調査により成体14頭が発見された。1964年に研究所が完成すると、生息域外保全のため全14頭が島外に運ばれた。研究所において1970年には産卵・孵化に成功し、1975年に初めて5歳となる17頭がエスパニョラ島に戻された。また、ゾウガメの保護・繁殖の試みと同じく、野生化したヤギの撲滅も開始され、1976年には完了した。その後、エスパニョラ島へのゾウガメの復帰は、2000年に通算1,000頭余りを数えるまでになった。